# Ґановський потік
Ґановський потік (словац. Gánovský potok) — річка в Словаччині, ліва притока Горнаду, протікає в округах  Попрад і Списька Нова Весь.
Довжина — 14,0-15,0 км. Витік знаходиться в масиві Козячі гори — на висоті приблизно 830 метрів. Протікає територією міста Попрад і сіл Ґановце; Гуорка; Списький Штявник і Бетлановці.
Впадає в Горнад на висоті близько 540 метрів.